# Мезитис
Ме́зитис (Мезишу, Мезиши; устар. Мессиц, Мезет; латыш. Mezītis, Mezīša ezers, Mezīšu ezers, Mezītes ezers, Mežītes ezers) — зарастающее мелководное озеро в Гулбенском крае Латвии. Располагается на юго-востоке Страдской волости, в полукилометре к югу от населённого пункта Мезиши. Относится к бассейну реки Педедзе.
Озеро имеет овалообразную форму, вытянуто в направлении юго-запад — северо-восток. Находится на высоте 95,6 м над уровнем моря, в болотистой лесной местности на северной окраине Лубанской равнины Восточно-Латвийской низменности. Площадь озера составляет 69,2 га (по другим данным — 0,54 км²), длина — 1,4 км, максимальная ширина — 0,6 км. Наибольшая глубина — 1 м, средняя глубина — 0,6 м. Мощность донных отложений достигает 4 м. С северо-востока на юго-запад озеро пересекает среднее течение Бебрупе, левого притока Педедзе. Площадь водосборного бассейна — 17,8 км².